# Codex Rehdigeranus

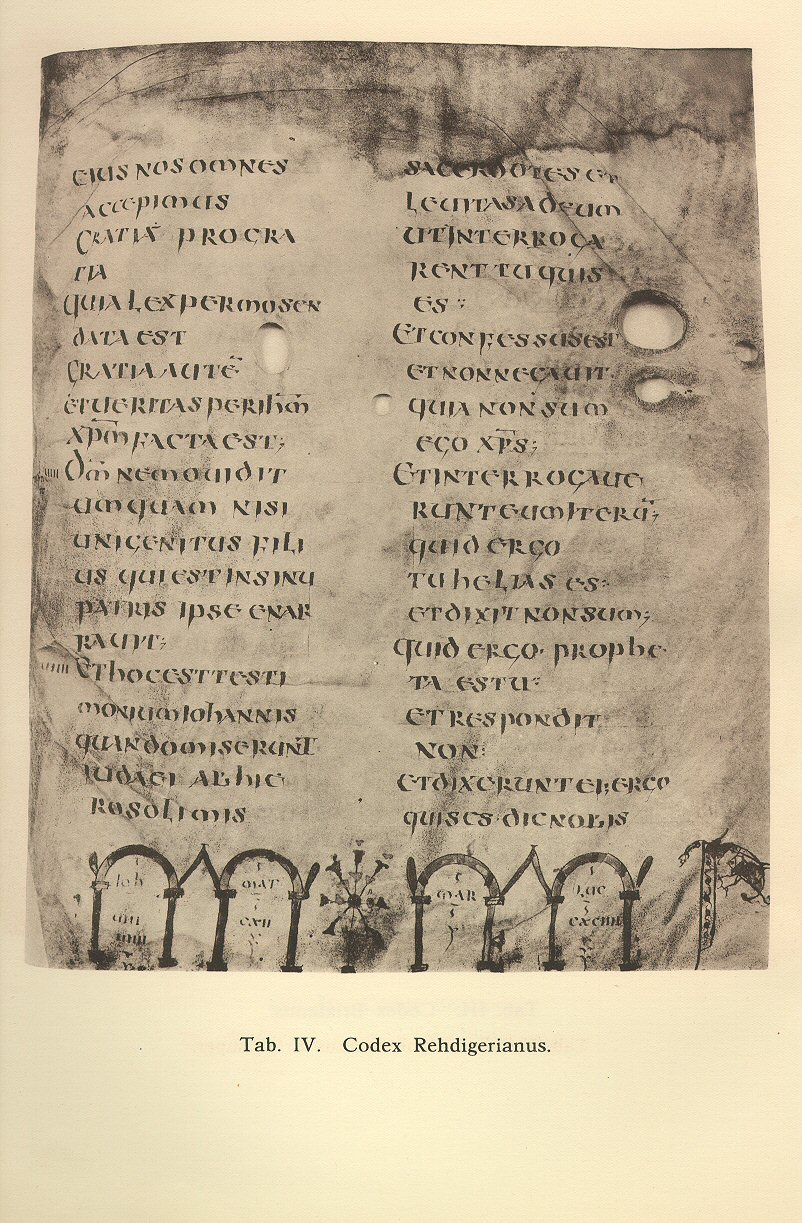
Un foglio del codice

Il Codex Rehdigerianus indicato con l o 11 (nella numerazione di Beuron), è un manoscritto medievale latino scritto in una pergamena, che era conservata nella biblioteca di Breslavia. Il manoscritto è attribuito a Cassiodoro II della Chiesa di santa Elisabetta di Breslavia. Il Codex ha preso il nome da Thomas Rehdiger, un antiquario di Śląsko, che fu il mecenate di Vulcanius. Il manoscritto venne pubblicato nel 1913 ed è datato palaeograficamente al VII o VIII secolo.
Contiene i testi Vetus Latina dei quattro Vangeli contaminati dalla Vulgata con lacune in Giovanni 16:13-21:25.